# 上海大歌劇院
上海大歌劇院是一座中國上海在建中的歌劇院，位於浦東新區世博文化公园，建成後將成為上海第一座巨型歌剧院。

## 設計和建造
據國家大劇院首任院長陳平表示，由於上海缺乏專業歌劇院，所以興建上海大歌劇院非常有必要。上海大歌劇院由华东建筑设计研究总院、斯诺赫塔建筑事务所、永田音響設計、英国TPC剧场顾问组成的联合体负责建筑、结构、机电、基坑设计以及专业声学设计和专业剧场舞台设计等。
2019年4月4日，斯诺赫塔建筑事务所披露了上海大歌剧院的建筑设计方案。2019年12月18日上午，上海大歌剧院开工活动在浦东新区世博文化公园举行。